# Heracleum maximum
Heracleum maximum, comúnmente conocida como la pastinaca de vaca, es el único miembro del género Heracleum originario de América del Norte. H. maximum también se conoce como apio indio, ruibarbo indio o pushki.

## Taxonomía
Según The Plant List, Heracleum maximum es un nombre de especie aceptado pero la especie no tiene sinónimos ni taxones infraespecíficos. Por otro lado, Heracleum maximum no se reconoce como un nombre aceptado ni por el Sistema Integrado de Información Taxonómica (SIIT) ni por el Sistema Nacional de Germoplasma Vegetal (NPGS). Según ITIS y NPGS, tanto Heracleum maximum como Heracleum lanatum son sinónimos de Heracleum sphondylium subsp. montanum. Estos tres nombres a menudo se usan indistintamente en la literatura, lo que ha causado cierta dificultad y confusión.
La clasificación que figura a continuación sigue a The Plant List, es decir, cada una de Heracleum maximum, Heracleum lanatum y Heracleum sphondylium subsp. montanum es una especie distinta.

## Distribución
La pastinaca de vaca se distribuye en la mayor parte del territorio continental de los Estados Unidos, excepto en la Costa del Golfo y en algunos estados vecinos. Crece desde el nivel del mar hasta elevaciones de aproximadamente 2,700 metros. Es especialmente frecuente en Alaska, donde a menudo se encuentra creciendo entre plantas como Oplopanax horridus, que es casi idéntico en tamaño y muy similar en apariencia, y Aconitum, una flor muy tóxica. En Canadá, se encuentra en todas las provincias y territorios, excepto Nunavut. Está listado como "En peligro" en Kentucky y "Preocupación especial" en Tennessee.

## Características

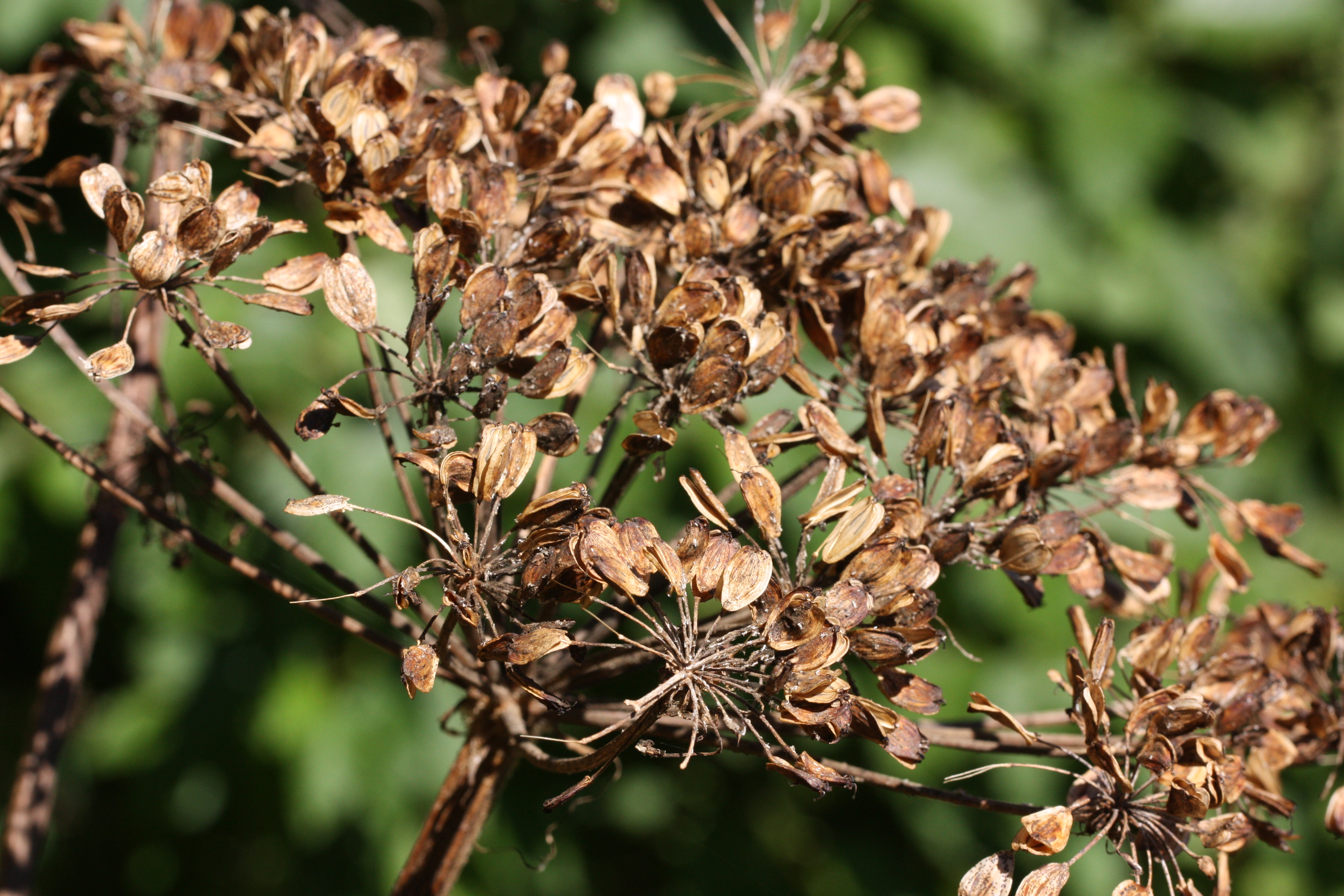
Las semillas tienen una longitud de 8–12 mm y una anchura de 5–8 mm.

La pastinaca de vaca es una hierba alta, que llega a alturas de más de 2 metros. El nombre del género Heracleum (de "Hércules") se refiere al tamaño muy grande de todas las partes de estas plantas. La pastinaca de vaca tiene las características umbelas de flores de la familia de la zanahoria (Apiaceae). Las umbelas miden aproximadamente 20 centímetros (8 pulgadas) de ancho, tienen una superficie plana o redondeada y están compuestas de pequeñas flores blancas. A veces las flores exteriores de la umbela son mucho más grandes que las internas. Las hojas son muy grandes, miden hasta 40 cm de ancho y se dividen en lóbulos. Los tallos son robustos y suculentos. Las semillas tienen una longitud de 8–12 mm y una anchura de 5–8 mm.
Los tallos y las hojas contienen furocumarinas, sustancias químicas responsables de la erupción característica de las vesículas eritematosas (ampollas similares a quemaduras) y la posterior hiperpigmentación que se produce después de que la savia transparente llegue a la piel. El químico es fotosensible, y la erupción ocurre solo después de la exposición a la luz ultravioleta. Debido a esto, la fitofotodermatitis puede ocurrir después de cortar las plantas en un día soleado.
Comúnmente se confunde con Heracleum mantegazzianum (hierba de cerdo gigante), que es una planta mucho más grande que típicamente tiene manchas purpurinas en los tallos, así como hojas más sagradas.

## Usos
Los indígenas norteamericanos han tenido una variedad de usos para la pastinaca de vaca. Podría ser un ingrediente en cataplasmas aplicadas a las contusiones o llagas. Los tallos jóvenes y los tallos de las hojas se usaron como alimento una vez que se despegaba la piel exterior. Los tallos secos se usaban como pajitas para los ancianos o enfermos, o se convertían en flautas para niños.
Una infusión de las flores se puede frotar sobre el cuerpo para repeler moscas y mosquitos. Un tinte amarillo se puede hacer de las raíces.

## Enlaces externos

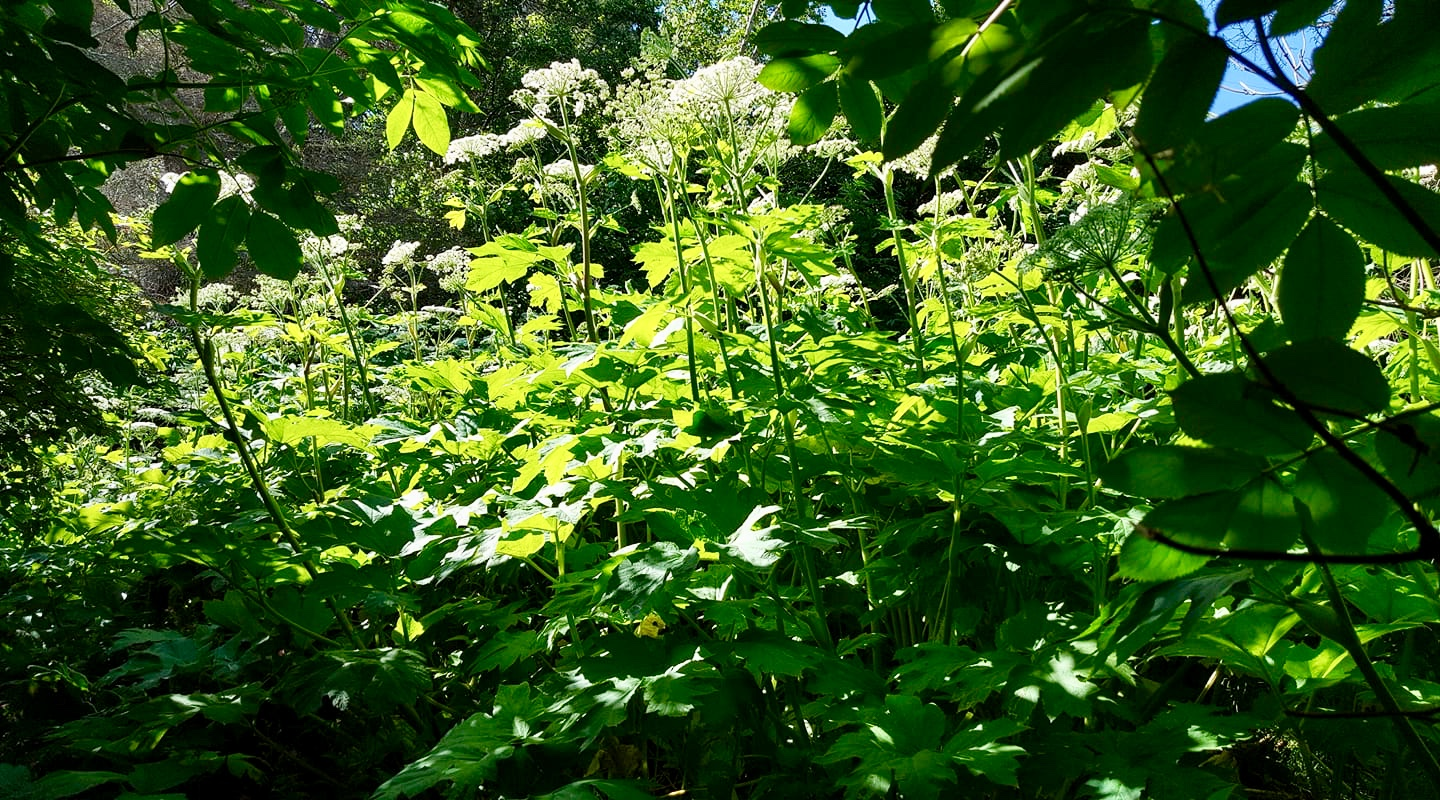
Ejemplo en, Homer, Alaska